# 第77回天皇賞
1978年4月29日に京都競馬場で開催された第77回天皇賞（春）について記述する。
- 馬齢は当時使用されていた旧表記（数え年）にて表記。

## レース施行時の状況
1番人気・グリーングラス、2番人気・プレストウコウ、3番人気・カシュウチカラの3頭が単枠指定となった。3頭同時の単枠指定は史上初であった。
安田富男で12番人気の菊花賞を勝ったグリーングラスは『TTG』の一角といわれながら、古馬となってからはトウショウボーイ、テンポイントとは明らかに差のある戦績であった。夏になって嶋田功に鞍上は代わったが、第22回有馬記念で2頭に迫る3着、辛うじて3強の面目を保つしかなかった。この有馬記念を最後にトウショウボーイが引退し、テンポイントは海外遠征前の壮行レース・第25回日本経済新春杯で悲運の故障、闘病の末に死亡したことで、この時点ではグリーングラスが唯一のTTG現役馬となった。同馬は、1月のAJCCでカシュウチカラの2着。4月のオープン戦では落馬負傷の嶋田功に乗り替り、鞍上となったのは4歳時以来の騎乗となる岡部幸雄であった。このレースで前年の菊花賞馬・プレストウコウの3着。右前脚の深管が痛むなど順調さを欠いていたが、直前の調教で状態が一変していた。
プレストウコウはマルゼンスキーのいないクラシックの勝ち馬。日本短波賞ではゴール板を間違えたマルゼンスキーに7馬身ぶっちぎられた。皐月賞馬・ハードバージ、ダービー馬・ラッキールーラと共に1強他弱、世代の弱さを言われ続けた。
そんな中で父・グスタフ、母サンピュローと共に短距離血統でありながら、菊花賞で血の壁を跳ね返した。2着のテンメイが名牝のトウメイを母に持つ関西馬であったため、関西のスポーツ紙からは、ヒールとして名を馳せたプロレスラー、フレッド・ブラッシーのニックネームと同じ「銀髪鬼」というニックネームを付けられた。
TTG世代のカシュウチカラは、4歳まで16戦3勝の条件馬に過ぎなかったが、古馬になって素質が開花。5歳になった前年の目黒記念（春）、6歳になった同年のAJCCではグリーングラスを破った。それ以外にも京王杯AH制覇、目黒記念（春）連覇など重賞4勝をマーク。前走のオープン戦ではプレストウコウに遅れをとったものの、グリーングラスに4度目の先着となる2着であった。カシュウチカラはテンポイントの故郷・吉田牧場と縁戚にあたる吉田権三郎牧場で生まれた。父のカバーラップ2世は吉田牧場の自家用種牡馬として、吉田権三郎牧場のみで種付けをしていた。最高でも年間29頭という種付け活動であったが、テンポイントの母で桜花賞馬のワカクモ、皐月賞馬のリュウズキなどを輩出した。
その他では前年に1年間で17戦も走ったトウフクセダンが出走。重賞の常連として多くの掲示板戦を繰り広げ、東京新聞杯・オールカマーを制覇。同年もすでに4戦しており、天皇賞と同距離のダイヤモンドステークスを制していた。

## 出走馬と枠順
芝3200メートル 天候：曇、芝：やや重
| 枠番 | 馬番 | 競走馬名         | 性齢 | 騎手       | オッズ        | 調教師     |
| ---- | ---- | ---------------- | ---- | ---------- | ------------- | ---------- |
| 1    | 1    | マーブルペンタス | 牡5  | 清水英次   | 186.0（14人） | 戌亥信義   |
| 1    | 2    | ヒシノプルーム   | 牡6  | 河内洋     | 84.5（12人）  | 増本豊     |
| 2    | 3    | グリーングラス   | 牡6  | 岡部幸雄   | 2.2（1人）    | 中野隆良   |
| 3    | 4    | ビクトリアシチー | 牡5  | 松本善登   | 468.6（15人） | 玉谷敬治   |
| 3    | 5    | キングラナーク   | 牡6  | 岩元市三   | 46.4（8人）   | 布施正     |
| 4    | 6    | ロングイチー     | 牡6  | 武邦彦     | 42.2（5人）   | 松田由太郎 |
| 4    | 7    | トウカンタケシバ | 牡6  | 安田隆行   | 37.0（5人）   | 浅野武志   |
| 4    | 8    | スリークルト     | 牡5  | 飯田明弘   | 99.9（13人）  | 宇田明彦   |
| 5    | 9    | プレストウコウ   | 牡5  | 郷原洋行   | 4.9（2人）    | 加藤朝治郎 |
| 6    | 10   | ジンクエイト     | 牡5  | 田島良保   | 55.4（10人）  | 福島勝     |
| 6    | 11   | カミノカチドキ   | 牡5  | 小島太     | 51.0（9人）   | 仲住達弥   |
| 6    | 12   | トウフクセダン   | 牡6  | 宮田仁     | 44.6（7人）   | 大久保末吉 |
| 7    | 13   | ベル             | 牡6  | 楠孝志     | 685.5（16人） | 橋田俊三   |
| 7    | 14   | ハッコウオー     | 牡6  | 福永洋一   | 25.0（4人）   | 増本勇     |
| 7    | 15   | ハシコトブキ     | 牡5  | 安田伊佐夫 | 80.7（11人）  | 内藤繁春   |
| 8    | 16   | カシュウチカラ   | 牡6  | 出口明見   | 8.0（3人）    | 矢倉玉男   |

## レース展開
典型的な逃げ馬の存在がなかったため、4～5頭が並んで出ていった。
スタートのよかったグリーングラスがその並びの先頭であったが、並びの中からビクトリアシチーとロングイチーが行った。グリーングラスは内で他馬が行くままに3番手に下げ、鞍上・岡部は冷静に周りを見た。キングラナーク、トウカンタケシバと続き、プレストウコウは中団、カシュウチカラは最後方につけていた。
最初の3コーナーから4コーナーへ向かう際に場内は騒然とした。馬群の中で、プレストウコウの鞍上・郷原洋行が立ち上がった。プレストウコウはそのまま失速するが、郷原は立ち上がった状態のまま騎乗。直線に入って来て、外へ外へ、馬群から避難するようにプレストウコウを出した。完全に鞍がずれているのがわかる状態となり、落馬するのを防ぐだけとなった。プレストウコウは失速しても走るのをやめなかったが、馬群から大きく遅れ、最終的に競走を中止した。騎手の落馬や競走馬の故障以外での競走中止は当時はおろか現在に至るまで極めて少ない事例である。これにより調教師の加藤朝治郎に対して制裁が行われた。
場内の異様なざわめきの中で、先頭に出たのはキングラナークと福永洋一騎乗のハッコウオーであった。ロングイチーが3番手につけ、グリーングラスは内を行った。向う正面に入ると、流れがさらに一転。グリーングラスが一気に先頭に立ち、3コーナーの坂へ向かうところ、カシュウチカラが外から猛然と追い上げる。プレストウコウの離脱を見ていた鞍上・出口は前のグリーングラスに的を絞り、グリーングラスに襲いかかった。
2頭が激しく鍔迫り合いをして直線へ入ると、グリーングラスは一気に後続を突き放した。グリーングラスにはまだ余力があったが、カシュウチカラも懸命に追った。内から馬群を突き抜けて、トウフクセダンが恐ろしいまでの勝負根性で馬群をかき分け、前に迫った。逃げるグリーングラス、追うカシュウチカラ、トウフクセダンの3頭の争いとなる。他馬は7馬身もちぎられたが、トウフクセダンがカシュウチカラの僅かに前に、2頭が併せ馬でグリーングラスに迫り、あと1馬身のところがゴール。グリーングラスが3度目の挑戦で盾を掴んだ。

## 競走結果
| 着順 | 枠番 | 馬番 | 競走馬名         | タイム | 着差      |
| ---- | ---- | ---- | ---------------- | ------ | --------- |
| 1    | 2    | 3    | グリーングラス   | 3.20.8 |           |
| 2    | 6    | 12   | トウフクセダン   | 3.21.0 | 1馬身     |
| 3    | 8    | 16   | カシュウチカラ   | 3.21.0 | アタマ    |
| 4    | 6    | 10   | ジンクエイト     | 3.22.2 | 7馬身     |
| 5    | 6    | 11   | カミノカチドキ   | 3.22.3 | 1/2馬身   |
| 6    | 7    | 15   | ハシコトブキ     | 3.22.3 | アタマ    |
| 7    | 3    | 5    | キングラナーク   | 3.22.9 | 3.1/2馬身 |
| 8    | 3    | 4    | ビクトリアシチー | 3.22.9 | ハナ      |
| 9    | 4    | 6    | ロングイチー     | 3.23.0 | アタマ    |
| 10   | 1    | 1    | マーブルペンタス | 3.23.3 | 2馬身     |
| 11   | 7    | 14   | ハッコウオー     | 3.23.6 | 1.3/4馬身 |
| 12   | 4    | 7    | トウカンタケシバ | 3.23.7 | 1/2馬身   |
| 13   | 1    | 2    | ヒシノプルーム   | 3.23.9 | 1.1/2馬身 |
| 14   | 4    | 8    | スリークルト     | 3.24.0 | アタマ    |
| 15   | 7    | 13   | ベル             | 3.24.2 | 1.1/4馬身 |
| 中止 | 5    | 9    | プレストウコウ   |        | 競走中止  |

### 払戻金
| 単勝式   | 3   | 170円   |
| 複勝式   | 3   | 110円   |
| 複勝式   | 12  | 480円   |
| 複勝式   | 16  | 170円   |
| 連勝複式 | 2-6 | 1,620円 |

## その他
- 本レースのテレビ・ラジオ放送の実況担当者は、以下の通り。
  - 日本短波放送：北野守
  - 関西テレビ：杉本清